# Lange corner
De lange corner (ook wel lange hoekslag) is een term uit het (veld)hockey en een manier om het spel te hervatten. 

## Toekenning en uitvoering
De lange corner wordt in de regel toegekend nadat de bal (in zijn geheel) over de achterlijn is gegaan en het laatst werd aangeraakt door een speler van de verdedigende partij. De bal wordt dan genomen door een speler van de aanvallende partij op de 23-meterlijn recht tegenover het punt waar de bal over de achterlijn is gegaan. Ook wanneer de bal in de cirkel door een verdediger over de doellijn is gewerkt, wordt er geen doelpunt toegekend, maar wordt een lange corner toegekend. In principe zijn de normale regels van het nemen van een vrije slag  van toepassing, echter vinden dergelijke spelhervattingen altijd plaats binnen het 23-metergebied. Dit houdt in dat de bal niet meteen de cirkel in mag worden gespeeld, voordat de bal minimaal vijf meter heeft gerold of is aangeraakt door de verdedigende partij.

## Historie
Vóór 1984 was de lange corner duidelijker verwant aan de strafcorner (korte hoekslag). Een aanvaller nam de bal vanaf een aangeefplek op de achterlijn buiten de cirkel (circa 4,5m tot de hoekvlag) en alle andere aanvallers moesten plaats nemen buiten de cirkel. Zes verdedigers (inclusief doelverdediger) namen plaats op de achterlijn. Na 1984 veranderde de opzet in een vrije slag op de achterlijn binnen 4,5m vanaf de hoekvlag. Later vanaf 1996 werd de bal genomen op het daarvoor aangegeven streepje op de zijlijn (4,5m vanaf de hoekvlag) aan de kant waar de bal over de achterlijn is gegaan. Alle overige spelers mogen een vrije positie in het veld nemen, maar niet binnen een straal van 5m van de aanvaller die de bal neemt. De bal mocht gespeeld worden naar een medespeler of (sinds 2009) genomen worden met een zogeheten self-pass, maar hij mocht ook niet ineens de cirkel ingespeeld worden zonder eerst vijf meter te hebben gerold. In december 2014 is door de FIH besloten om vanaf 1 januari 2015 de lange corner in deze opzet af te schaffen. De bal moest voortaan genomen worden op de 23-meterlijn loodrecht van waar de bal over achterlijn is gegaan. In Nederland betekende dit echter dat de regel pas vanaf het seizoen 2015-2016 wordt ingevoerd in alle competities.